# Досон (Іллінойс)
Досон (англ. Dawson) — селище (англ. village) в США, в окрузі Сенґамон штату Іллінойс. Населення — 519 осіб (2020).

## Географія
Досон розташований за координатами 39°51′12″ пн. ш. 89°27′46″ зх. д. / 39.85333° пн. ш. 89.46278° зх. д. (39.853275, -89.462654).  За даними Бюро перепису населення США в 2010 році селище мало площу 2,29 км², уся площа — суходіл.

## Демографія
Згідно з переписом 2010 року, у селищі мешкало 509 осіб у 213 домогосподарствах у складі 139 родин. Густота населення становила 222 особи/км².  Було 228 помешкань (100/км²).
Расовий склад населення:
| - 99,2 % — білих - 0,2 % — чорних або афроамериканців |

До двох чи більше рас належало 0,6 %. Частка іспаномовних становила 0,2 % від усіх жителів.
За віковим діапазоном населення розподілялося таким чином: 23,8 % — особи молодші 18 років, 59,9 % — особи у віці 18—64 років, 16,3 % — особи у віці 65 років та старші. Медіана віку мешканця становила 37,4 року. На 100 осіб жіночої статі у селищі припадало 101,2 чоловіків;  на 100 жінок у віці від 18 років та старших — 99,0 чоловіків також старших 18 років.
Середній дохід на одне домашнє господарство  становив 62 588 доларів США (медіана — 56 719), а середній дохід на одну сім'ю — 76 592 долари (медіана — 76 667). За межею бідності перебувало 4,0 % осіб, у тому числі 2,8 % дітей у віці до 18 років та 0,0 % осіб у віці 65 років та старших.
Цивільне працевлаштоване населення становило 335 осіб. Основні галузі зайнятості: публічна адміністрація — 20,0 %, освіта, охорона здоров'я та соціальна допомога — 19,4 %, роздрібна торгівля — 16,4 %.